# Prigoria
Prigoria – wieś w Rumunii, w okręgu Gorj, w gminie Prigoria. W 2011 roku liczyła 444 mieszkańców.